# Herpomycetaceae
Herpomycetaceae är en familj av svampar. Herpomycetaceae ingår i ordningen Laboulbeniales, klassen Laboulbeniomycetes, divisionen sporsäcksvampar och riket svampar.
|                 | Laboulbeniaceae              |
|                 |                              |
| Herpomycetaceae | \| \| Herpomyces \| \| \| \| |
|                 | \| \| Herpomyces \| \| \| \| |
|                 | Euceratomycetaceae           |
|                 |                              |
|                 | Ceratomycetaceae             |
|                 |                              |
|                 | Laboulbeniopsis              |
|                 |                              |
|                 | Cainomyces                   |
|                 |                              |
|                 | Herpomyces                   |
|                 |                              |

|  | Herpomyces |
|  |            |